# Простая группа Ли
Простая группа Ли — группа Ли, не имеющая нормальных подгрупп, кроме тривиальных (т.е. состоящих либо из единицы группы, либо из всей группы). Близким понятием является «полупростая группа Ли», которая не имеет абелевых инвариантных подгрупп, опять-таки кроме тривиальных.

## Классификация простых групп Ли
Простые группы Ли относительно легко поддаются классификации, что было проделано Эли Картаном в начале XX века. Наиболее наглядна классификация по схемам Дынкина.
Простые группы Ли делятся на 4 бесконечных ряда:
- SU(n) — специальные унитарные группы порядка n. Группа SU(n) соответствует диаграмме Дынкина {\displaystyle A_{n-1}}

- SO(2n+1) — специальные ортогональные группы нечётного порядка. SO(2n+1) соответствует диаграмме Дынкина {\displaystyle B_{n}}.

- Sp(2n) — симплектические группы. Sp(2n) соответствует диаграмме Дынкина {\displaystyle C_{n}}.

- SO(2n) — специальные ортогональные группы чётного порядка. SO(2n) соответствует диаграмме Дынкина {\displaystyle D_{n}}.

а также 5 особых групп Ли:
- G2;

- F4;

- E6;

- E7;

- E8.